# Ла Форс, Жак Номпар II де Комон
Жак Номпар II де Комон (фр. Jacques Nompar II de Caumont; 22 октября 1632, Сент-Сабин-Борн — 19 апреля 1699, Ла-Буле), 4-й герцог де Лафорс, пэр Франции — французский аристократ.

## Биография
Сын Жака де Комон-Лафорса (1605—1634), маркиза де Ла-Боэс, и Луизы де Сен-Жорж де Верак, внук Анри Номпара де Комона, герцога де Лафорса, маршала Франции.
Родился в замке Кюньяк, в Сент-Сабин-Борне, близ Бержерака. Восприемниками при крещении были дед, маршал Франции, и бабка, Маргерит д'Эскодека де Боэс.
В 1660 году был депутатом от Нижней Гиени на национальном гугенотском синоде в Лудёне, где его рассудительность и влияние помогли восстановить согласие между сьёром дю Карбоном и церковью Ла-Совта (la Sauvetat). Это был единственный известный случай его прямого участия в общецерковных делах.
Унаследовав от деда герцогство Лафорс, 10 февраля 1678 принес присягу в Парламенте в качестве пэра Франции.
В 1682 году церковь, собиравшаяся в его замке и насчитывавшая по меньшей мере от двух до трех тысяч верных, была лишена права фьефа, а через три года, после отмены Нантского эдикта, у нее отобрали право собственности.
Сам Лафорс стал жертвой религиозных преследований со стороны властей. По сообщению Mercure de France от марта 1686 герцог де Лафорс после нескольких бесед с парижским архиепископом  «полностью признал ошибки протестантской религии», что оказалось сильным преувеличением. Герцог в течение четырех лет сопротивлялся всем попыткам конвертации, не поддавшись даже на угрозы и посулы Людовика XIV, который, по словам маркиза де Данжо, соизволил «говорить с ним, чтобы его обратить». Ничего не добившись, король 29 июня 1689 бросил упрямого гугенота в Бастилию, где продержал два года. Лафорса это не сломило, и 28 апреля 1691 его перевели в монастырь Сен-Маглуар, где со временем все же убедили подчиниться монаршей воле.
После формального отречения герцогу было позволено уехать в его замок Ла-Буле близ Эврё, где он фактически проживал под надзором, как сообщает Данжо, специальных людей, «которым король поручил держаться возле него, чтобы укрепить в католической религии». С семьей его разлучили, его дети (в особенности старший сын, в 1701 году печально прославившийся варварскими драгонадами в Бержераке, Сентонже «и по всей Гиени») были воспитаны агентами правительства в духе католического фанатизма.
Огюст Жаль в своем «Словаре» приводит некоторые детали этой истории, найденные им в Парижских архивах. Согласно документу от 2 февраля 1686, герцогу де Лафорсу было предписано удалиться в свой дом в Ла-Буле в Нормандии, где ему составил компанию один экзант из королевских гвардейцев. Его жена была в монастыре, дочери в Сен-Мари, сыновья у иезуитов, брат, маркиз де Монпуйян, отправлен в Бастилию.
Сыновья Жака де Лафорса на торжественной церемонии в иезуитском коллеже отреклись от своей веры (сообщение от 16 марта 1686). Герцог де Лафорс приказом короля передан отцам-ораторианцам в Сен-Маглуар (сообщение от 24 апреля). Парижский архиепископ несколько раз беседовал с герцогом в Сен-Маглуаре, но до настоящего момента совершенно безрезультатно (сообщение от 4 мая). В субботу герцог де Лафорс в церкви ораторианцев в Сен-Маглуаре отрекся от веры в присутствии парижского архиепископа (сообщение от 29 мая).
Внешне подчинившись и приняв причастие из рук архиепископа, Лафорс оставался криптопротестантом, о чем было доложено королю. Людовик XIV в письме от 28 апреля 1691 сообщил «своему кузену», что получил сведения о благоприятных переменах в его поведении и, в надежде на дальнейшие успехи согласен выпустить его из Бастилии с переводом обратно в Сен-Маглуар, где герцогу было предписано оставаться до новых распоряжений.
Герцог продемонстрировал «хорошее отношение» и в письме от 13 мая 1691 Поншартрен сообщил ему о королевском позволении удалиться к мадам де Куртоме, добавив, что он может покинуть Сен-Маглуар, когда пожелает, «и прибыть поприветствовать Его величество, который нашел бы это хорошим».
13 июня 1691 Поншартрен сообщил генерал-лейтенанту полиции сеньору де Ла-Рени: «Я вам направляю приказ (…) передать г-ну герцогу де Лафорсу бумаги и другие вещи, изъятые у него при аресте. Е. В. желает, чтобы в вашем присутствии он сжег свидетельство своих дурных действий, дабы подобная ошибка была предана забвению…»
Герцог де Лафорс был участником описанного герцогом де Сен-Симоном процесса 1694 года в Парламенте против маршала Люксембурга, пытавшегося доказать свое старшинство перед другими пэрами, а затем процесса против старшего сына маршала.
Умер в своем замке Ла-Буле. Сен-Симон по этому поводу замечает:

Герцог де Ла Форс умер почти в один день с Расином. Но его кончина, несмотря на знатность и заслуги, не вызвала ни такого ощущения невосполнимой утраты, ни таких сожалений. Это был очень добрый и очень порядочный человек, но не более того; изгнание, тюрьмы, похищение детей и все мыслимые и немыслимые злоключения заставили его в конце концов принять католичество. И Король позаботился о том, чтобы он до конца дней оставался правоверным католиком. После кончины герцога его жене было наконец дано разрешение уехать в Англию и жить на доходы от своего состояния. Удостоенная там ранга герцогини, она была окружена почетом и уважением.— Сен-Симон. Мемуары. 1691—1701. — М., 2007. — С. 487

## Семья
1-я жена (1661): Мари де Сен-Симон де Куртоме (ум. 1670), дочь Антуана де Сен-Симона, маркиза де Куртоме, и Сюзанны Мадлен. В первом браке была замужем за Рене де Кордуаном, маркизом де Ланже, с которым развелась, формально по причине его полового бессилия (постановление Парижского парламента от 8.02.1659). Маркиз, имевший во втором браке с сестрой маршала Навая нескольких детей, оспорил акт 1659 года, принеся гражданскую жалобу, удовлетворенную постановлением от 13 февраля 1677, что позволило снять вопросы о законности его потомства
Дети:
- Жанна (ум. 8.05.1716). Муж (26.04.1682): Клод-Антуан де Сен-Симон, маркиз де Куртоме, ее двоюродный брат («дядя на бретонский манер»)[8]
- Луиза. После перехода в католицизм была назначена седьмой сверхштатной придворной девушкой дофины, с пожалованием от короля 6 000 ливров на экипажи и 3 000 ливров пенсиона (13.06.1686)[6]. После того как штат фрейлин дофины был расформирован, жила в Версале у герцогини д'Арпажон. Состояла в скандальной связи с дофином[9]. Муж (2.1688): Луи де Бовуар, граф де Рур (ум. 1690), генеральный наместник Лангедока, убит в битве при Флёрюсе
- Маргерит (ум. после 1692)

2-я жена (12.03.1673): Сюзанна де Беренген (Béringhen, ок. 1653—1731), дочь Жана де Беренгена, сеньора де Фледеля, Лангарро и Мену, и Мари де Мену. «Очень упорная гугенотка», по мнению властей, она категорически отказалась сменить веру. Содержалась под арестом в своем особняке, затем у нее отняли детей: дочери были помещены в монастырь, а сыновья в коллеж Людовика Великого под надзор иезуитов. Позднее герцогиню также перевели в монастырь, а оттуда в Анжерский замок. Оставшись несломленной, после упорной борьбы она смогла вернуться к мужу, а после его смерти эмигрировала в Англию
Дети:
- Анри-Жак Номпар (5.03.1675—20.07.1726), герцог де Лафорс. Жена (18.06.1698): Анн-Мари де Бёзлен де Буамле (1671—1752), дочь Жана де Бёзлена, сеньора де Буамле, и Рене Лебутийе де Шавиньи
- Франсуа Номпар (2 03.1678—08.1702), маркиз де Боэс. Адъютант герцога Вандомского, погиб в Италии при падении рычага подвесного моста в Виадане, выполняя поручение своего генерала
- Арман Номпар (7.05.1679—1764), герцог де Лафорс. Жена (17.07.1713): Анн-Элизабет Грюэль, дочь Жака Грюэля де Буамона и Мари де Брийяр дю Перрон
- Шарлотта, аббатиса Исси (15.08.1714)
- Сюзанна, монахиня в Сен-Совёр-д'Эврё
- Жанна, монахиня-визитантка в Сен-Дени
- Мань (ум. ребенком), демуазель де Кастельно